# Neckera semicrispa
Neckera semicrispa là một loài rêu trong họ Neckeraceae. Loài này được Cardot & P. de la Varde mô tả khoa học đầu tiên năm 1923.